# NGC 5862
NGC 5862 (również PGC 53900) – zwarta galaktyka (C), znajdująca się w gwiazdozbiorze Smoka. Odkrył ją Lewis A. Swift 11 czerwca 1885 roku.